# ガ・マ・ンできない
『ガ・マ・ンできない♥』は、しがの夷織による日本の漫画作品。漫画雑誌『少女コミック』（小学館）にて2001年の7号から連載開始。全7巻。

## あらすじ
風邪を引いて保健室のベッドに何も考えずに入った香月 湊。そこには、男の子がすでに寝ていて、迫られたと勘違いされたキスをされてしまう。体の相性もいいと言い残し去っていった男の子は1学年下の久我 千尋。公衆の面前で湊と関係がありそうなそぶりをした千尋に怒る湊。「普通の恋愛」がしたいと言う湊は「普通の恋愛」をしようと提案する千尋とデートをすることになってしまう。

## 登場人物
香月 湊（こうづき みなと）
高校2年生。千尋に出会って付き合うようになってからは、学校で迫られっぱなし。
久我 千尋（くが ちひろ）
高校1年生。女に手を出すのが早いが、湊に出会ってからは湊一筋。学校で授業中でも湊に迫っている。
久我 亜絵香（くが あえか）
千尋の妹で小学3年生。超ブラコンで、裏表の性格の差が激しい。千尋にその本性はばれている。湊のことは兄の恋人として認めていない。

## 関連本
『ガ・マ・ンできない♥スペシャル』（夫婦編）全1巻